# Impatiens kinabaluensis
Impatiens kinabaluensis är en balsaminväxtart som beskrevs av S.Akiyama och H.Ohba. Impatiens kinabaluensis ingår i släktet balsaminer, och familjen balsaminväxter. Inga underarter finns listade i Catalogue of Life.